# Бошкан, Слободан
Слободан Бошкан (серб. Слободан Бошкан) — сербский волейболист, доигровщик сборных Союзной Республики Югославия, Сербии и Черногории и Сербии.
Выступал за «Войводину» Нови-Сад (1994/95—1998/99, 2003/04), греческие «Олимпиакос» (1999/00) и «Ираклис» (2002/03), итальянский «Трентино» (2000/01—2001/02), французский «Тур» (2004/05—2007/08), турецкий «Халкбанк» (2008) и черногорскую «Будванскую Ривьеру» (с 2008 года).
В сборной Югославии дебютировал в 1995 году, в 2007 году играл за сборную Сербии.

## Достижения

### Со сборными
- Олимпийский чемпион (2000).
- Серебряный призёр чемпионата мира (1998).
- Чемпион Европы (2001), серебряный (1997) и бронзовый (1995, 1999, 2005, 2007) призёр чемпионатов Европы.
- Серебряный (2003) и бронзовый (2002) призёр Мировой лиги.
- Бронзовый призёр Кубка мира (2003).
- Бронзовый призёр Всемирного Кубка чемпионов (2001).

### С клубами
- 5-кратный чемпион Югославии (1994/95—1998/99).
- 3-кратный обладатель Кубка Югославии (1995, 1996, 1998).
- Чемпион Греции (1999/00).
- 2-кратный обладатель Кубка Франции (2005, 2006).
- Обладатель Суперкубка Франции (2005).
- Победитель Лиги чемпионов (2004/05).